# Gimnázium (Pozsony, Grösslingová 18)
A Gymnázium, Grösslingová 18, Pozsony (közismertebb nevén Gamča ) egy nyolc-, négy- és ötéves állami középiskola matematika-, általános és kéttannyelvű természettudományi osztályokkal Pozsony központjában. Jelenleg körülbelül hatszáz diákkal rendelkezik. Az iskolát Pázmány Péter bíboros alapította 1626-ban Collegium Posoniense néven, fenntartója jelenleg a Pozsonyi kerület. Számos jelentős személyiség tanult az iskolában, valamint a matematikára és természettudományokra való irányultságnak köszönhetően sok diák sikeres résztvevője volt a tantárgyi (matematikai, fizikai, informatikai és egyéb) olimpiák nemzetközi fordulóinak. 1986-ban megnyílt a nyolcéves gimnázium első osztálya. Az 1988/89-es tanév óta minden évben megrendezik az iskolai "olimpiai játékokat" - "OH Gamča".

## Történelem
Az iskolát 1626. szeptember 11-én alapították, amikor Pázmány Péter bíboros és esztergomi érsek kiadta a Collegium Posoniense jezsuita kollégium alapító okiratát. A tanítás a Kapitulská utcai bérelt épületben kezdődött 1627. november 5-én egy igazgatóval, három professzorral és 46 diákkal – fiúkkal, ám már 1 hónappal később ez a szám 100-ra nőtt.
A következő évszázadok során az iskola többször változtatta nevét, oktatási nyelvét, fenntartóját, épületeit vagy irányultságát.
Az iskola nevének változásai:
Dőlt betűvel a név magyar jelentése.
- 1627 – 1773 Collegium Posoniense - Pozsonyi Kollégium
- 1773 – 1812 Archigymnasium Regium Posoniense - Pozsonyi Királyi Főgimnázium
- 1812 – 1850 Archigymnasium Posoniense ord. s. Benedicti - Szent Benedek-rendi Pozsonyi Királyi Főgimnázium
- 1850 – 1861 Das k.k. Staats-Gymnasium zu Pressburg - Császári és Királyi Pozsonyi Állami Gimnázium
- 1861 – 1919 Pozsonyi Királyi Katholikus Főgymnásium
- 1919 – 1930 Československé reálne gymnázium v Bratislave - Csehszlovák Pozsonyi Reál Gimnázium
- 1930 – 1938 Masarykovo štátne reálne gymnázium v Bratislave - Pozsonyi Masaryk Állami Reál Gimnázium
- 1938 – 1945 Prvé štátne slovenské reálne gymnázium v Bratislave - Első Szlovák Állami Gimnázium, Pozsony
- 1945 – 1948 Prvé štátne gymnázium v Bratislave - Első Pozsonyi Állami Gimnázium
- 1948 – 1953 Prvé gymnázium v Bratislave - Első Pozsonyi Állami Gimnázium
- 1953 – 1959 Prvá jedenásťročná stredná škola v Bratislave - Első Tizenegy Éves Pozsonyi Középiskola
- 1959 – 1961 Dvanásťročná stredná škola Alexandra Markuša - Alexander Markuš Tizenkét Éves Középiskola
- 1960 – 1961 Jedenásťročná stredná škola v Bratislave - Tizenegy Éves Középiskola, Pozsony
- 1961 – 1962 Stredná všeobecnovzdelávacia škola v Bratislave - Pozsonyi Közművelődési Iskola
- 1962 – 1969 Základná deväťročná škola Alexandra Markuša a Stredná všeobecnovzdelávacia škola v Bratislave - Pozsonyi Alexander Markuš Kilencéves Általános Iskola és Közművelődési Iskola
- 1969 – 1970 Základná deväťročná škola Alexandra Markuša a Gymnázium - Alexander Markuš Kilencéves Általános Iskola és Gimnázium
- 1970 – 1972 Gymnázium - Gimnázium
- 1972 – 1992 Gymnázium Alexandra Markuša v Bratislave - Pozsonyi Alexander Markuš Gimnázium
- 1992 – 2002 Gymnázium - Gimnázium
- 2002 – a mai napig Gymnázium, Grösslingová 18, Bratislava - Gimnázium, Grösslingová 18, Pozsony

A jelenleg használt Gamča név az iskola és az utca egyik korábbi elnevezésének, azaz a Gymnázium Alexandra Markuša na ulici Červenej Armády (Vörös Hadsereg utcai Alexander Markuš Gimnázium)nak a rövidítéséből származik.

## Épületek
Az iskola 1908 óta (rövid megszakításokkal) a Grösslingová utca 18. szám alatti épületben működik, amely a negyedik „saját” épülete. Fennállásának teljes ideje alatt csaknem tucatnyi "ideiglenesen bérelt" épületben kapott helyet (lásd alább Korábbi épületek ).

### A jelenlegi épület
Az iskola az 1908/09-es tanévtől a jelenlegi szecessziós épületbe költözött, amely a Grösslingová 18. szám alatt található. Az épület közvetlenül az iskola igényeire épült Lechner Ödön magyar építész terve alapján 1906-tól 1908-ig. Az épület 2008–2010 teljesen fel lett újítva.

## Híres tanárai és diákjai

### Pozsonyi Katolikus Főgimnázium és jogelődjei
- Andor Tivadar (1854-1914) tornatanár.
- Dohnányi Frigyes (1843-1909) tanár, zenész, gyorsíró.
- Helmár Ágost (1847-1912) történelem- és földrajztanár.
- Kruesz Krizosztom (1819-1885) bencés szerzetes, pannonhalmi főapát, pedagógus, a MTA tiszteleti tagja.
- Lévay Ede (1864-1928) tanár, matematikus.
- Polikeit Károly (1849–1921) főgimnáziumi igazgató, matematikus.
- Wiedermann Károly (1829-1895) fizikatanár, királyi főigazgató, királyi tanácsos.

Itt tanultak az Emericanum növendékei is.
- Czuczor Gergely (1800-1866) magyar bencés szerzetes, költő, nyelvtudós, a MTA és a Kisfaludy Társaság tagja.
- Erdődy Rudolf (1883-1966) földbirtokos, felsőházi tag.
- Helmár Ágost
- Diószeghi báró Kuffner Raoul gyáros, földbirtokos, filantróp, műgyűjtő
- Polikeit Károly
- Teller Miksa Salamon (1871-1950) ügyvéd, jogi szakíró.
- Zelliger Ernő (1892-1972) somorjai ügyvéd, közjegyző, polgármester.

## Fordítás
Ez a szócikk részben vagy egészben  a   Gymnázium (Bratislava, Grösslingová 18) című szlovák Wikipédia-szócikk ezen változatának fordításán alapul.  Az eredeti cikk szerkesztőit annak laptörténete sorolja fel. Ez a jelzés csupán a megfogalmazás eredetét és a szerzői jogokat jelzi, nem szolgál a cikkben szereplő információk forrásmegjelöléseként.